# Evangelisches Soziallexikon
Das Evangelische Soziallexikon (ESL) ist ein Standardwerk der Evangelischen Sozialethik, das seit 1954 in mehreren Auflagen im Stuttgarter Kreuz-Verlag, ab 2001 im Kohlhammer Verlag erschienen ist.

## Geschichte
Der Auftrag für die Herausgabe eines Lexikons für den Bereich der Evangelischen Sozialethik wurde durch den Deutschen Evangelischen Kirchentag erteilt und ging federführend an Friedrich Karrenberg, der ihn mit über 160 Mitarbeitern ausführte. Die erste Auflage erschien 1954. Das Geleitwort schrieb der Präsident des Kirchentages Reinhold von Thadden-Trieglaff.

## Auflagen
- 1. Auflage: Kreuz-Verlag, Stuttgart 1954, herausgegeben von Friedrich Karrenberg.
- 2. Auflage: Kreuz-Verlag, Stuttgart 1956.
- 3. Auflage: Kreuz-Verlag, Stuttgart 1958.
- 4. Auflage: Kreuz-Verlag, Stuttgart 1963, völlig neu bearbeitete Ausgabe.
- 5. Auflage: Kreuz-Verlag, Stuttgart 1965.
- 6. Auflage: Kreuz-Verlag, Berlin/Stuttgart 1969.
- 7. Auflage: Kreuz-Verlag, Stuttgart/Berlin 1980, völlig neu bearbeitete Ausgabe, herausgegeben von Theodor Schober, Martin Honecker und Horst Dahlhaus.
- 8. Auflage: Kohlhammer Verlag, Stuttgart 2001, vollständig überarbeitete Neuausgabe.
- 9. Auflage: Kohlhammer Verlag, Stuttgart 2016, neu bearbeitete Ausgabe, herausgegeben von Jörg Hübner, Johannes Eurich, Martin Honecker, Traugott Jähnichen, Margareta Kulessa und Günter Renz, ISBN 978-3-17-026960-6.